# Холм одного дерева (сезон 3)
«Холм одного дерева» (англ. One Tree Hill) — американский телесериал, молодёжная драма. Премьера состоялась 23 сентября 2003 года на телеканале The WB.
Третий сезон сериала был показан на канале НТВ.

## Сюжет
Лукас и Брук, кажется, снова вместе, прорвавшись через стены, которые они сами же построили вокруг себя. Но недолго продолжалось их счастье. Масла в огонь подлила и сама Пэйтон, заявив, что у неё ещё остались чувства к Лукасу. Мало того, что она сказала это Брук, так она ещё и во сне его имя повторяла. Ладно бы она одна спала в тот момент, но это произошло в присутствии её «мужчины мечты» — Джейка. Результат не самый приятный — подруга отвергла, Джейк тоже, недолго думая, посоветовал ей ехать домой. Осталась Пэйтон опять ни с чем, значит снова впереди долгая депрессия.
Дэн по-прежнему отменно справляется с отведенной ему ролью мерзавца. Он времени зря не терял и решил выдвинуть свою кандидатуру на роль мэра. Интересно было наблюдать за и их с Карен предвыборной борьбой, но расстановка сил была не совсем равна, и добро не всегда побеждает зло, в результате мэром становится Дэн. Всем в мире правят деньги!! Его попытки узнать, кто же все-таки хотел его убить ни к чему не приводят, он перебирает все варианты и решает, что это был его старший брат, простить такое он не может, и убивает Кита.
Нейтан и Хейли — процесс построения отношений заново по кирпичику не оставил равнодушным даже Дэна. Решение Нейтана провести повторную свадьбу очень романтично. Дэб наконец-то избавляется от Дэна и на время покидает TH, в страхе, что её попытка убить Дэна может быть разоблачена. Карен страдает от потери Кита, который так и не стал её мужем. Её беременность — маленькое чудо, ниточка, которая будет связывать её с ним. Рэйчел — новый персонаж. Её умение плести интриги просто восхищает, как стало известно, она вошла в основной актёрский состав в четвертом сезоне.

## В ролях
- Чад Майкл Мюррей в роли Лукаса Скотта
- Джеймс Лафферти в роли Нейтана Скотта
- Бетани Джой Галеоти в роли Хэйли Джеймс Скотт
- Хилари Бёртон в роли Пэйтон Сойер
- София Буш в роли Брук Дэвис
- Пол Йоханссон в роли Дэна Скотта
- Крейг Шеффер в роли Кита Скотта
- Мойра Келли в роли Карен Ро
- Барбара Элин Вудс в роли Дэб Скотт
- Барри Корбин в роли Тренера Даррэма Уайти
- Ли Норрис в роли Марвина «Мауса» МакФаддена

## Приглашённые звёзды
- Пит Венц - Играет самого себя
- Энтуон Таннер в роли Энтуона «Скилза» Тейлора
- Дэннил Харрис - Рейчел Гатина
- Тайлер Хилтон - Крис Келлер
- Бэвин Принс - Бэвин Мирски
- Брайан Гринберг - Джейк Джигельски
- Брэтт Клэйвэлл - Тим Смит
- Шерил Ли - Элли Харп
- Каллен Мосс - Джанк Моретти
- Вон Уилсон - Фергюсон Ферги Томпсон
- Шон Шепард - Директор Тёрнер
- Майкл Тракко - Купер Ли
- Кевин Килнер - Ларри Сойер
- Келси Чо - Джи-Джи Сильвери
- Колин Фикс - Джимми Эдвардс

## Описание эпизодов
| Эпизод | Название | Дата выхода в эфир   | Режиссёр        | Сценаристы                  |
| --- | --- | -------------------- | --------------- | --------------------------- |
| | |                      |                 |                             |
| 3x01 | Like You Like An Arsonist / Неужели ты - поджигатель? | 5 октября 2005 года  | Грег Пранж      | Марк Швон                   |
| Лукас с нетерпением ожидает возвращения Брук. Пейтон следит за женщиной, которая, возможно, является её матерью. Нэйтан ждёт возвращения Хейли. Ну а что же будет с Деном? | |                      |                 |                             |
| | |                      |                 |                             |
| 3x02 | From the Edge Of The Deep Green Sea / Со дна морского | 5 октября 2005 года  | Кевин Даулинг   | Марк Швон                   |
| Брук устраивает пляжную вечеринку в связи с окончанием лета, но вскоре понимает, что она единственная, кто настроен на веселье. Нэйтан возвращается из спортивного лагеря, и между ним и Лукасом начинаются трения. Тем временем, Пейтон пытается смириться с правдой о своей семье, а Лукас – с решением Брук. Ден, кажется, вспоминает, что произошло в офисе в ту ночь.                                               | |                      |                 |                             |
| | |                      |                 |                             |
| 3x03 | First Day On A Brand New Planet / Первый день моей новой жизни | 19 октября 2005 года | Билли Диксон    | Тэррэнс Коли                |
| Начинается последний год в школе. У Нэйтана и Хейли возникают проблемы, так как им не просто быть одноклассниками. И пока Брук пытается казаться недоступной, Лукас узнаёт кое-что важное о матери Пейтон. Тем временем, Ден понимает, что же произошло в офисе. | |                      |                 |                             |
| | |                      |                 |                             |
| 3x04 | An Attempt To Tip The Scales / Устранение неполадок | 26 октября 2005 года | Дженис Кук      | Стэйси Райказер             |
| В клубе вечеринка-маскарад – отличная возможность для Хейли вернуть Нэйтана, а для Брук – соблазнить Лукаса. Пейтон пытается свыкнуться с мыслью о жизни с новой матерью. Выступление новой группы «Fall Out Boy» становится событием вечеринки. Тем временем, Ден выдвигает Деб ультиматум, но вскоре понимает, что она может быть опасным соперником.                                                                  | |                      |                 |                             |
| | |                      |                 |                             |
| 3x05 | A Multitude Of Casualties / Обычные случайности | 2 ноября 2005 года   | Томас Джей Райт | Р. Ли Флемминг-Младший      |
| В школе начинаются баскетбольные тренировки, которые вызывают массу проблем. Новый капитан команды и Лукас борется за внимание Хейли. Брук пробует себя в качестве болельщицы, и вскоре замечает, что новенькая Рейчел положила глаз на Лукаса. Тем временем, Ден понимает, что у его соперника есть неплохие шансы в борьбе за пост мэра.                                                                               | |                      |                 |                             |
| | |                      |                 |                             |
| 3x06 | Locked Hearts & Hand Grenades / Запертые сердца и ручные гранаты | 9 ноября 2005 года   | Мария Грабяк    | Джеймс Статеро и Чед Файфиш |
| Хейли и Пейтон продолжают ссориться из-за Нэйтана, а Лукас ощущает на себе последствия тяжёлых тренировок по баскетболу. Тем временем, выборы приближаются, и Ден сталкивается со своим новым соперником. Желая прекратить ссоры девочек из группы поддержки, Брук пытается найти идеального парня. | |                      |                 |                             |
| | |                      |                 |                             |
| 3x07 | Champagne For My Real Friends, Real Pain for My Sham Friends / Награда для моих друзей и наказание для врагов                                                                                  | 16 ноября 2005 года  | Пол Йоханссон   | Марк Швон                   |
| Брук отправляется на необычное двойное свидание, а Лукас сближается с Рейчел. Маус проводит время со старым другом, а Пейтон сожалеет о поступках, которые она совершила. Карен и Деб выходят на другую высоту в своём компаньонстве. | |                      |                 |                             |
| | |                      |                 |                             |
| 3x08 | The Worst Day Since Yesterday / Сегодня ещё хуже, чем вчера | 30 ноября 2005 года  | Джон Ашер       | Майк Херро и Дэвид Страусс  |
| В то время как город готовится к первой игре Воронов, Лукас переживает из-за того, что его голова не в ладах с его сердцем. Нэйтан говорит Лукасу, что юноша является слабым звеном команды, и он должен уйти. Пейтон и Хейли в тяжёлую минуту приходят на помощь Брук. Когда ситуация с выборами накаляется, Ден решается на «грязную» игру.                                                                            | |                      |                 |                             |
| | |                      |                 |                             |
| 3x09 | How a Resurrection Really Feels / Каково быть воскресшим | 7 декабря 2005 года  | Грег Пранж      | Марк Швон                   |
| Лукас узнаёт, кто пытался убить Дена. Брук, Пейтон и Хейли оказываются за решёткой. Нэйтан учится покеру, а жители города наконец выбирают своего мэра. | |                      |                 |                             |
| | |                      |                 |                             |
| 3x10 | Brave New World / Отвага | 11 января 2006 года  | Джон Ашер       | Джон А. Норрис              |
| Лукас и Пейтон отправляются на поиски Элли. Деб признаётся Нэйтану, что это она пыталась убить Дена, а Лукас встречает старого друга. Брук, Хейли и Маус занимаются программным обеспечением «Clothes Over Bro». | |                      |                 |                             |
| | |                      |                 |                             |
| 3x11 | Return Of The Future / Будущее нас настигло | 18 января 2006 года  | Бэтани Руни     | Тэррэнс Коли                |
| После проигрыша во второй игре сезона, тренер Уайти устраивает взбучку «Воронам». Пейтон и Элли пытаются привлечь группу «Nada Surf» для записи их дебютного альбома. Хейли открывает правду Нэйтану, а Брук планирует романтический вечер с Лукасом, после того, как он отправил её работы на престижный конкурс дизайнеров в Нью-Йорке.                                                                                | |                      |                 |                             |
| | |                      |                 |                             |
| 3x12 | I've Got Dreams To Remember / Мечты на память | 25 января 2006 года  | Стюарт Гиллард  | Майк Херро и Дэвид Страусс  |
| Пришло время каждому решить, чего он хочет добиться в будущем. Нэйтан и Лукас нервничают из-за важной предварительной игры, на которой появится один важный человек, способный помочь их дальнейшей карьере спортсменов. Маус разрывается между Брук и Рейчел. Пейтон и Элли сближаются во время записи своего альбома, а Ден рассказывает Хейли, что Нэйтан заплатил Крису Келлеру, чтобы тот вернулся в жизнь девушки. | |                      |                 |                             |
| | |                      |                 |                             |
| 3x13 | The Wind That Blew My Heart Away / Ветер, унёсший моё сердце | 1 февраля 2006 года  | Дэвид Джексон   | Стэйси Ракайзер             |
| К городу приближается ужасный шторм. Хейли приезжает к Нэйтану, а Брук ссорится с Лукасом. Пейтон наконец узнаёт всю правду о болезни Элли, а Маус соблазнён Рейчел. Утро настанет не скоро, ведь этой ночью все секреты раскроются, отношения пройдут испытания на крепость, а новая любовь не заставить себя ждать. | |                      |                 |                             |
| | |                      |                 |                             |
| 3x14 | All Tomorrow's Parties / Ещё одно завтра | 8 февраля 2006 года  | Дэвид Пэймер    | Анна Лоттеро                |
| Брук разрывается между обязанностями капитана группы поддержки и конкурсом дизайнеров в Нью-Йорке. Отец старого друга Нэйтана и Лукаса неожиданно начинает оказывать на ребят серьёзное влияние. Переживая болезнь Элли, Пейтон решает наконец выпустить пар вместе с Рейчел, а Нэйтан и Хейли решает устроить себе медовый месяц.                                                                                       | |                      |                 |                             |
| | |                      |                 |                             |
| 3x15 | Just Watch The Fireworks / Наслаждайся фейерверком | 15 февраля 2006 года | Билли Диксон    | Джеймс Статеро и Чед Файфиш |
| Ученики школы готовятся заложить мемориальную капсулу. Брук понимает, что это важное для школы событие может раскрыть её секреты, а Лукас и Маус встречаются лицом к лицу со своим прошлым. Ну а Ден пытается простить Кита. Хейли размышляет о том, каким был и каким стал Нэйтан, а на концерте в клубе Пейтон полный аншлаг – ведь там выступают Хейли, «Jack's Mannequin» и «Fall Out Boy».                          | |                      |                 |                             |
| | |                      |                 |                             |
| 3x16 | With Tired Eyes, Tired Minds, Tired Souls We Slept / С выплаканными глазами, изматывающими мыслями и терзаемыми душами мы уснули...                                                            | 1 марта 2006 года    | Грег Пранж      | Марк Швон                   |
| Обычный школьный день превращается в кошмар, когда один отчаявшийся студент приносит в школу оружие. Когда жизни висят на волоске, Нэйтан и Лукас пытаются спасти своих друзей и любимых. | |                      |                 |                             |
| | |                      |                 |                             |
| 3x17 | Who Will Survive and What Will Bbe Left Of Them? / Мы выжили, а что дальше? | 29 марта 2006 года   | Джон Ашер       | Марк Швон                   |
| После трагической смерти студента Джимми Эдвардса, каждый задумывается о своей жизни. Нэйтан понимает, что любит Хейли, а Брук и Рейчел отдают дань уважения Джимми. Лукас и Пейтон обдумывают произошедшее сними в библиотеке, а Ден пытается справиться с угрызениями совести. | |                      |                 |                             |
| | |                      |                 |                             |
| 3x18 | When It Isn't Like It Should Be / Жизнь наперекосяк | 5 апреля 2006 года   | Пол Йоханссон   | Р. Ли Флемминг-Младший      |
| Рейчел приглашает ребят провести выходные в домике её родителей. Лукас, Брук и Натан решают устроить Хейли сюрприз, а к Пейтон неожиданно приезжает приятный гость в лице Пита - одного из участников группы «Fall Out Boy». Отношения Рейчел и Мауса проясняются, а между Карен и Деном происходит ссора… | |                      |                 |                             |
| | |                      |                 |                             |
| 3x19 | I Slept With Someone In «Fall Out Boy» & All I Got Is This Stupid Song Written About Me / Я провела ночь с парнем из группы «Fall Out Boy» и всё, что у меня есть - глупая песня в честь меня? | 12 апреля 2006 года  | Мойра Келли     | Уильям Х. Браун             |
| Лукас не знает, должен ли он участвовать в грядущей игре после смерти Кита. Брук и Рейчел связывает тёмный секрет. Нэйтан и Хейли в который раз сталкиваются со сложностями в подготовке к свадьбе, а Пейтон решает навестить Пита в Чикаго. | |                      |                 |                             |
| | |                      |                 |                             |
| 3x20 | Everyday Is A Sunday Evening / Каждый день как воскресное утро | 19 апреля 2006 года  | Билли Диксон    | Марк Швон                   |
| Многое произойдёт в городе в отсутствие Лукаса – Нэйтан встречает старого конкурента, который проявляет интерес к Хейли. Брук и Маус строят план мести Рейчел, в то время как Ден встречается с дядей Нэйтана, а Пейтон принимает важное решение. | |                      |                 |                             |
| | |                      |                 |                             |
| 3x21 | Over The Hills & Far Away / Там за холмами и дальше | 26 апреля 2006 года  | Томас Джей Райт | Марк Швон                   |
| Брук помогает Хейли в подготовке свадьбы. Лукас и Карен возвращаются в город, а Пейтон делает важное открытие… | |                      |                 |                             |
| | |                      |                 |                             |
| 3x22 | The Show Must Go On / Шоу должно продолжаться | 3 мая 2006 года      | Марк Швон       | Марк Швон                   |
| На кануне свадьбы, Нэйтан боится за Хейли, а дружба Пейтон и Брук проходит серьёзную проверку. Деб рассказывает Дену, что это она подожгла офис, а Карен понимает, как ей нужен Кит. | |                      |                 |                             |
| | |                      |                 |                             |